# Farhad Moshiri
Farhad Moshiri est un plasticien iranien né à Chiraz en 1963 et mort le 17 juillet 2024 à Téhéran.
Il a étudié les beaux-arts au California Institute of the Arts. Aux États-Unis, il réalise des installations, de la vidéo et de la peinture avant de revenir à Téhéran 1991. En 2011, il expose au Palazzo Grassi lors de la 54e biennale d'art contemporain de Venise.
Il est représenté dans les collections du Musée des beaux-arts de Virginie de Richmond.

## Œuvres
- Life is Beautiful (2009) : c'est un trompe-l'œil : sur un mur on peut lire avec une belle calligraphie mais en s'approchant on remarque que les lettres sont constituées de nombreux couteaux à manches de diverses couleurs plantés dans le mur.
- Tiger (2009)